# Cumulopuntia rossiana
Cumulopuntia rossiana ist eine Pflanzenart in der Gattung Cumulopuntia aus der Familie der Kakteengewächse (Cactaceae). Das Artepitheton rossiana ehrt den deutschen Gärtner und Besitzer einer Kakteengärtnerei Georg Ross (1887–1963) aus Bad Krozingen.

## Beschreibung
Cumulopuntia rossiana bildet kompakte, kleine Polster. Die sehr kurz eiförmigen, graugrünen Triebabschnitte sind bis zu 2 Zentimeter lang. Auf ihnen befinden sich scharf umgrenzte polygonale Höcker. Die zehn bis 15 Areolen befinden sich mehrheitlich auf dem oberen Teil der Triebabschnitte. Sie sind schmal länglich, weiß und nur aus ihrem oberen Ende entspringen ein bis drei Dornen. Gelegentlich sind bis zu sechs Dornen vorhanden, oder sie fehlen vollständig. Die weißlichen bis bräunlichen Dornen sind ungleich, kräftig, pfriemlich, manchmal abgeflacht, basal abwärts gebogen und bis zu 1,5 Zentimeter lang.
Die gelben, orangefarbenen, bräunlich roten oder roten Blüten erreichen Längen von bis zu 4 Zentimeter. Das verkehrt konische Perikarpell ist entlang des Randes mit Areolen besetzt, aus denen Glochiden und gelegentlich einige kleine Dornen entspringen. Die fassförmigen Früchte sind breiter als lang und mit langen Glochiden besetzt.

## Verbreitung, Systematik und Gefährdung
Cumulopuntia rossiana ist in den bolivianischen Departamentos Chuquisaca, Tarija und Potosí sowie der argentinischen Provinz Jujuy in Höhenlagen von 3000 bis 4000 Metern verbreitet.
Die Erstbeschreibung als Tephrocactus pentlandii var. rossianus erfolgte 1953 durch Walter Heinrich und Curt Backeberg. Friedrich Ritter stellte die Art 1980 in die Gattung Cumulopuntia. Weitere nomenklatorische Synonyme sind Opuntia pentlandii var. rossiana (Heinrich & Backeb.) G.D.Rowley (1958), Opuntia hypogaea f. rossiana (Heinrich & Backeb.) Krainz (1967), Opuntia rossiana (Heinrich & Backeb.) D.R.Hunt (1997) und Austrocylindropuntia rossiana (Heinrich & Backeb.) G.D.Rowley (2006).
In der Roten Liste gefährdeter Arten der IUCN wird die Art als „Least Concern (LC)“, d. h. als nicht gefährdet geführt. Die Entwicklung der Populationen wird als stabil angesehen.

## Nachweise